# Joan van Aken
Joan Ernst (Joan) van Aken (1942) is een Nederlands bedrijfskundige en emeritus hoogleraar organisatiekunde aan de Technische Universiteit Eindhoven en de KMA in Breda.
Van Aken studeerde technische natuurkunde aan de Technische Universiteit Delft van 1960 tot 1967. Later in 1978 promoveerde hij in de bedrijfskunde aan de Technische Universiteit Eindhoven op het proefschrift "On the control of complex industrial organizations".
In 1969 begon hij zijn carrière bij Philips in Eindhoven als intern consulent op het gebied van operationeel onderzoek en logistiek. Hij specialiseerde zich verder op advies in zaken strategie en structuur, en leidde tot 1990 een groep adviseurs in een van Philips productdivisies. 
In 1991 maakte hij de overstap naar de academische wereld en kreeg een aanstelling als hoogleraar organisatiekunde aan de Technische Universiteit Eindhoven. In zijn intreerede met de titel "Organisatiekunde, uil of jonge zwaan" gaf hij een historisch perspectief op het vakgebied. Sinds 2007 is hij hier met emeritaat. Sindsdien is hij betrokken bij de KMA in Breda en het Sioo.
Op 25 mei 2012 gaf van Aken zijn afscheidscollege (waarmee hij afscheid nam van zijn promotierecht, maar niet van de wetenschap) "Het ontwerpen van sociale systemen: de ingenieur in Wonderland" op de Technische Universiteit Eindhoven. In dit college gaf hij aan hoe ontwerpbeginselen van materiële systemen kunnen worden toegepast op het ontwerpen van sociale systemen.

## Publicaties
- 1978. On the control of complex industrial organizations. Leiden [etc.] : Martinus Nijhoff Social Sciences Division.
- 1991. Organisatiekunde, uil of jonge zwaan. Intreerede. Eindhoven : Technische Universiteit.
- 1994. Strategievorming en organisatiestructurering : organisatiekunde vanuit ontwerpperspectief. Deventer : Kluwer Bedrijfswetenschappen.
- 2001. Organisatieadvies: wat is dat? met Léon de Caluwé en Aernoud Witteveen (red.). Schiedam] : Scriptum.
- 2005. Het boek verandering : over het doordacht werken aan de organisatie met Steven ten Have en Wouter ten Have. Den Haag : Academic Service.
- 2007. Problem Solving in Organizations met Hans Berends. Cambridge : Cambridge University Press.
- 2008. Succesvol ontwerpen van organisaties. Jaap Boonstra (red.). Schiedam : MainPress.

- Bibsys: 7013921
- CiNii: DA05570571
- International Standard Name Identifier: 0000 0001 0970 5013
- Library of Congress Control Number: n78055619
- NARCIS: PRS1236897
- Nationale Bibliotheek van Tsjechië: vse20181011771
- Nationale bibliotheek van Australië: 35855960
- Nationale Bibliotheek van Israël: 987007428418905171
- Nederlandse Thesaurus van Auteursnamen: 067846203
- Système universitaire de documentation: 118732188
- Virtual International Authority File: 50484648
- WorldCat: E39PBJfRHqtftgVqfK8J9J9xDq